# Seselpsyche matyoti
Seselpsyche matyoti är en nattsländeart som beskrevs av Malicky 1993. Seselpsyche matyoti ingår i släktet Seselpsyche, överfamiljen Sericostomatoidea, ordningen nattsländor, klassen egentliga insekter, fylumet leddjur och riket djur. Inga underarter finns listade i Catalogue of Life.